# Burgruine Aggstein
Die Burgruine Aggstein ist die Ruine einer Spornburg am rechten Ufer der Donau in der Wachau, deren Ursprünge in das 12. Jahrhundert zurückgehen. Die Burgruine liegt ca. 300 Höhenmeter über dem rechten Donauufer auf einem in Ost-West-Richtung verlaufenden Felssporn. Sie ist etwa 150 Meter lang und hat an beiden Enden einen Felsaufbau. Die Ruine befindet sich im Gemeindegebiet von Schönbühel-Aggsbach im niederösterreichischen Bezirk Melk.

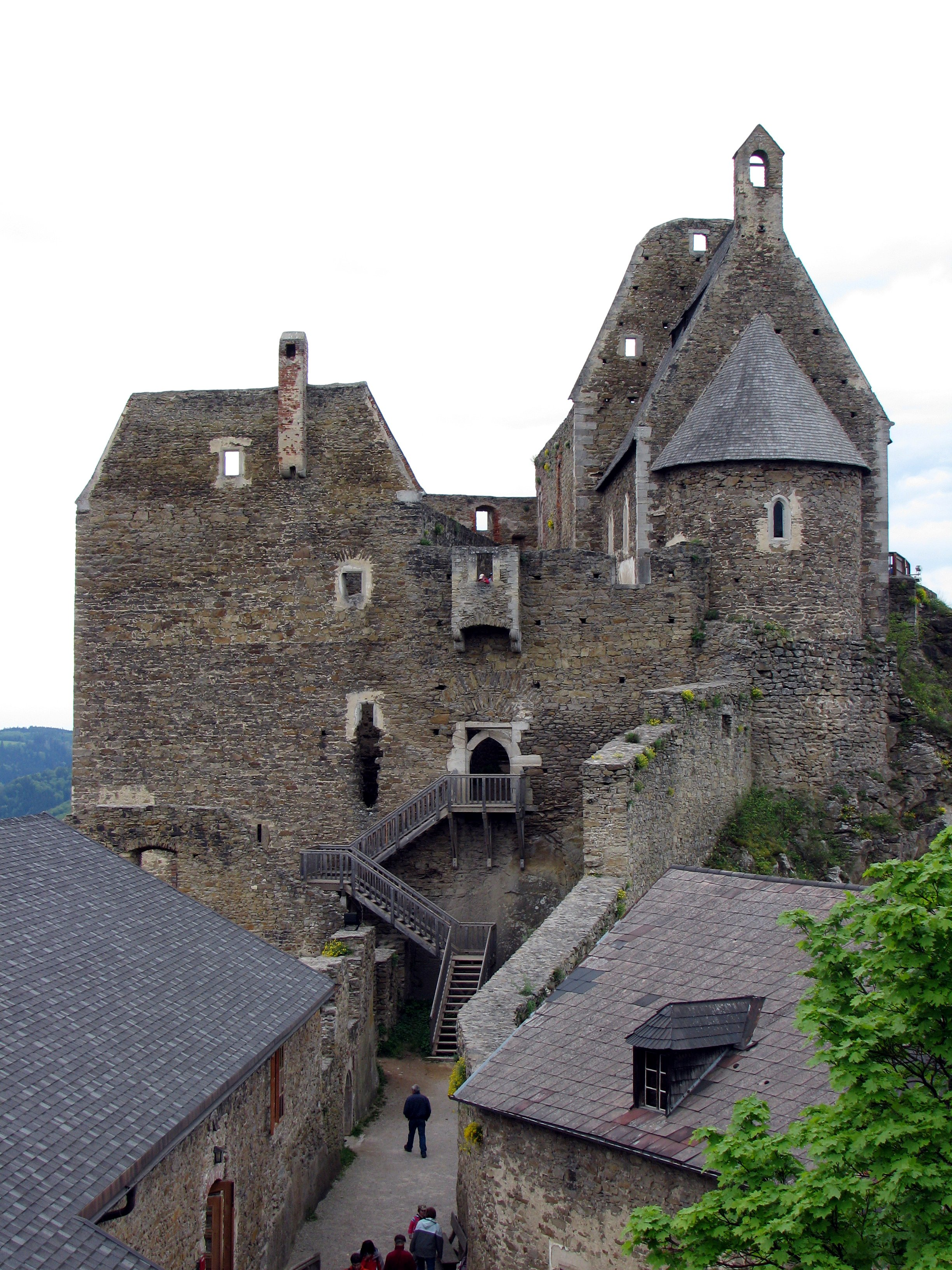
Die Kernburg der Burg Aggstein über der Donau

## Geschichte
Vermutlich wurde die Burg zu Beginn des 12. Jahrhunderts von Manegold III. von Acchispach (Aggsbach) errichtet. 1181 kam sie in den Besitz der Kuenringer von Aggsbach-Gansbach. Beim Aufstand der Kuenringer unter Hadmar III. und seinen Vasallen gegen Herzog Friedrich II. wurde sie 1230/31 belagert und erobert. In den Streitigkeiten um die Nachfolge von Friedrich II., während der „herrscherlosen Zeit“, wechselten die Kuenringer einige Male die Seiten. So kam es, dass sich Leutold I. von Kuenring-Dürnstein am Aufstand des österreichischen Adels gegen Herzog Albrecht I. hervortat. Daraufhin wurde die Burg von 1295 bis 1296 wiederum belagert und erobert. Als letzter Kuenringer besaß Leutold II. die Burg von 1348 bis 1355. Danach verfiel sie zunehmend.
1429 entzog Herzog Albrecht V. dem Ministerialengeschlecht der Maissauer die Burg und belehnte sie seinem Kammermeister (Georg) Jörg Scheck von Wald. Er verpflichtete ihn zum Wiederaufbau der verfallenen Burg zur Sicherung der Donauschifffahrt. 1438 bekam Scheck von Wald das Mautrecht für flussaufwärts fahrende Schiffe. Im Gegenzug musste er für die Erhaltung der Treppelwege, auf denen die Schiffe flussaufwärts gezogen wurden, sorgen. Dazu errichtete er am Flussufer ein Mauthaus, das heute als Forsthaus dient. Im Laufe der Zeit wurde er ein Raubritter, indem er die Schiffe auf der Donau ausraubte. Daher rührt auch seine Bezeichnung „Schreckenwald“, die ihm aufgrund seiner Grausamkeit von der Bevölkerung zugedacht worden sein soll. 1463 wurde die Burg von einem weiteren späteren Raubritter, Georg von Stain, belagert. Er besiegte Scheck von Wald und übernahm die Burg als Pfand, da der Herzog Geldschulden bei ihm gehabt haben soll. 1476 wurde er von Ulrich Freiherr von Graveneck (Grafenegg, Grafeneck) vertrieben, der in den Jahren 1476 bis 1477 die Burg beherrschte, bis auch er zur Aufgabe der Burg gezwungen wurde.
1477 übernahm Herzog Friedrich III. die Burg selbst und besetzte sie mit Pächtern und Pflegern, um damit die Plündereien zu beenden. 1529 wurde die Burg von einer Gruppe Osmanen bei der ersten Türkenbelagerung Wiens niedergebrannt. Sie wurde abermals aufgebaut und mit Schießscharten zur Verteidigung mit Hilfe von Artillerie versehen.
1606 erwarb Anna Freiin von Polheim und Parz, die Witwe des letzten Pächters, die Burg. Nach ihrem Tod wurde die Burg stark vernachlässigt. 1685 ging sie mit dem Schloss Schönbühel in den Besitz des Grafen Konrad Balthasar von Starhemberg über. Ludwig Josef Gregor von Starhemberg verkaufte die Besitzungen 1819 dem Grafen Franz von Beroldingen. Im Besitz der Beroldinger blieb sie bis 1930, bis das Gut Schönbühel mitsamt der Ruine Aggstein an den Grafen Oswald von Seilern-Aspang verkauft wurde, dessen Nachfahren sie noch gehört.
Hadmar III. von Kuenring soll die Burg für uneinnehmbar gehalten haben. Tatsächlich gibt es auch keine Hinweise darauf, dass die Burg jemals erstürmt wurde. Vermutlich führten andere Maßnahmen, wie zum Beispiel Aushungern, zur Eroberung der Burg.
Heute ist die Burgruine Aggstein mit jährlich ca. 55.000 Besuchern eine der meistbesuchten Sehenswürdigkeiten Niederösterreichs.

## Baugeschichte

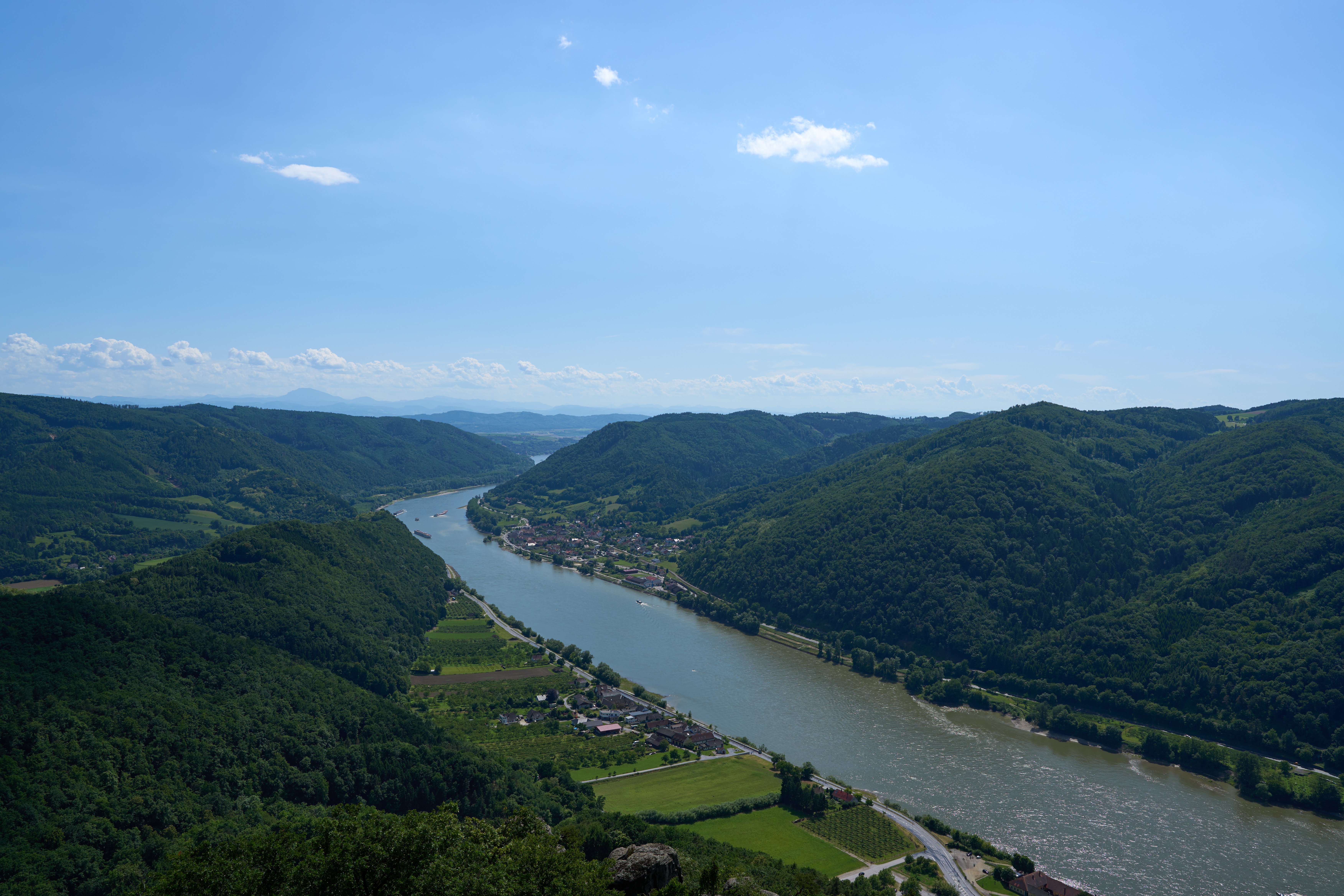
Ausblick von der Burgruine Aggstein Richtung Südwesten bis zum Ötscher

Zu Beginn des 12. Jahrhunderts erbaut, wurde die Burg zur Zeit der Kuenringer mindestens zweimal erfolgreich belagert und zerstört.
Aus dieser Zeit stammen nur noch einige Fundamente am so genannten Bürgel, einem Felssporn im Osten, und am Stein, einem Felsaufbau an der Westseite der Burg.
1429 wurde sie als verfallen bezeichnet und durch Jörg Scheck von Wald wieder errichtet. Daraufhin wurde die Burg in der Zeit von 1429 bis 1436 durch die Bevölkerung der Umgebung durch Frondienste wiedererrichtet und vergrößert. Die meisten noch erhaltenen Teile, wie die Reste des dreistöckigen Frauenturms, des Palas und der gotischen Burgkapelle, gehen auf diesen Wiederaufbau zurück. Zu dieser Zeit wurde auch das bekannte Rosengärtlein eingerichtet.
Nach der Inbrandsetzung durch die Osmanen wurde die Burg zur Artillerieverteidigung umgebaut und mit Schießscharten ausgestattet.
Unter Anna Freiin von Polheim und Parz wurde die Burg nach 1606 renoviert und die Mittelburg mit Kanzleibauten im Renaissancestil versehen. Nach ihrem Tod war der Verfall der Burg nicht mehr aufzuhalten. So wurden Steine und Teile des Gebälks zur Errichtung des nahe gelegenen Servitenklosters Maria Langegg verwendet. Unter den Beroldingern wurden erste Sicherungsmaßnahmen zur Erhaltung der Ruine durchgeführt und unter Oswald Graf von Seilern-Aspang vollendet. 2003 bis 2004 wurde die Burgruine Aggstein durch die Schlossgut Schönbühel-Aggstein AG mit erheblichem finanziellen Aufwand saniert. Dabei wurde schadhaftes Mauerwerk instand gesetzt, Kanalisation, Wasserleitungen und Haustechnik eingeleitet und hergestellt, sowie der Eingangsbereich umgestaltet und der Rittersaal neu gestaltet und überdacht. Dabei hat auch das Land Niederösterreich einen Betrag in Höhe von ca. 50.000 Euro geleistet.

## Sagen um Aggstein

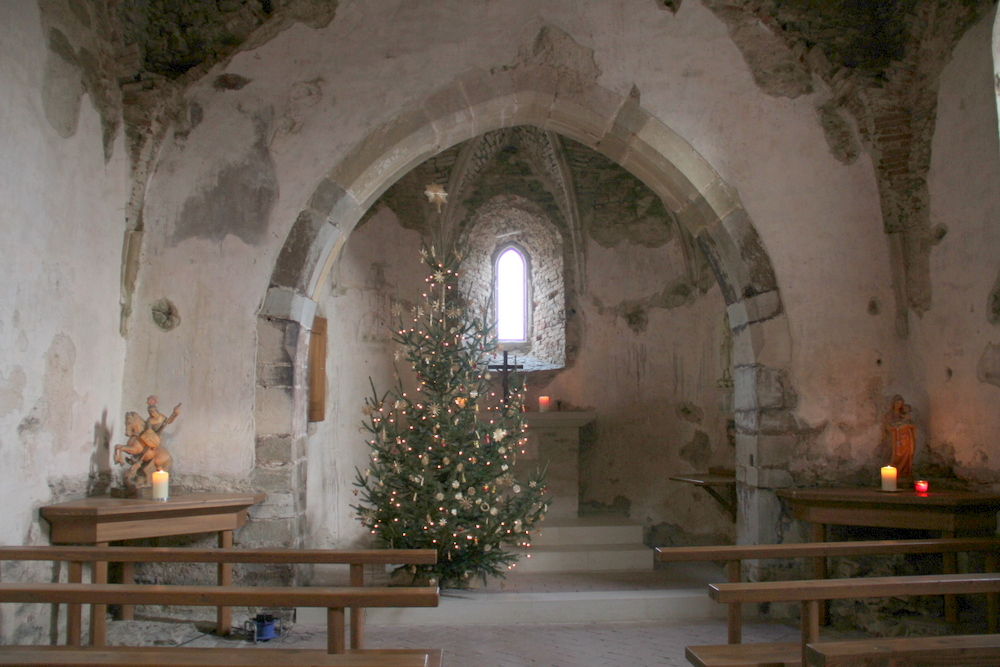
Kapelle in der Burgruine Aggstein

### Hadmar und die eiserne Kette
Hadmar III. von Kuenring soll mittels einer eisernen Kette, die über die Donau gespannt wurde, flussabwärts fahrende Schiffe gekapert haben. Als dies Herzog Friederich zu viel wurde, wollte er die Burg stürmen. Diese widerstand aber allen Angriffen. So bediente er sich einer List. Ein Kaufmann namens Rüdiger aus Wien wurde von Hadmar schon mehrmals überfallen. Dieser wurde nach Regensburg gesandt. Dort rüstete er ein starkes Schiff aus. Oben mit wertvoller Fracht, unten mit schwer bewaffneten Soldaten beladen, fuhr es die Donau hinab. Von Schönbühel an der Donau aus wurde ein Schiff mit reicher Beladung nach Aggstein gemeldet. Das Schiff wurde angehalten. Die reiche Fracht lockte Hadmar selbst zum Schiff. Als er es betrat, wurde er von den Soldaten überwältigt. Daraufhin legte das Schiff gleich ab und fuhr mit dem Gefangenen nach Wien zum Herzog. Die herrenlose Burg wurde bald darauf eingenommen. Der Herzog schenkte Hadmar das Leben und die Freiheit, jedoch wurde er verpflichtet, alles geraubte Gut zurückzugeben und sämtliche Schäden gutzumachen. Wenige Jahre später soll er auf einer Pilgerreise nach Passau in einem kleinen Dorf an der oberen Donau verstorben sein.

### Jörg Scheck von Wald und das Rosengärtlein

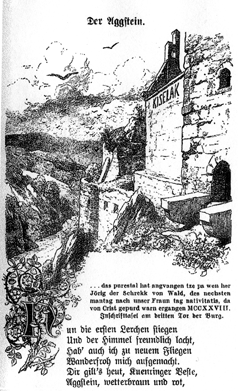
Illustration von Anton von Werner zum Gedicht Der Aggstein von Scheffels in dessen Liedersammlung Gaudeamus. 1868

Die bekannteste Sage ist die vom Rosengärtlein. Es handelte davon, dass Jörg Scheck seine Gefangenen jeweils auf die Steinplatte, die als Balkon von der Burg ragte, hinaussperrte, so dass sie nur verhungern oder in den Tod springen konnten. Die Ausgesperrten erinnerten Scheck immer an Rosen, von dem der Name Rosengärtlein stammt. Zweimal konnten sich jedoch Gefangene durch einen Sprung in umliegende Baumkronen retten. Beim zweiten Mal fingen die Glocken aus dem Tal so laut zu läuten an, dass Scheck davon wahnsinnig wurde und dadurch leicht durch Georg von Stain besiegt werden konnte.
Auf seiner Reise durch die Wachau verfasste Joseph Victor von Scheffel das Gedicht Der Aggstein zu diesem Platz, das vor allem wegen seines illustrierten Schlusses auf KISELAK bekannt ist:
Nun die ersten Lerchen stiegen

Und der Himmel freundlich lacht,

Hab’ auch ich zu neuem Fliegen

Wanderfroh mich aufgemacht.

Dir gilt’s heut, Kuenringer Feste,

Aggstein, wetterbraun und rot,

Der gleich einem Geierneste

Auf die Wachau niederdroht.

Leicht ist Einlaß zu gewinnen,

Kein Gewaffen sperrt den Pfad

Und kein Hornstoß von den Zinnen

Meldet, daß ein Wandrer naht.

Linder Frühlingsluft erschlossen

Stehn des Burgstalls Trümmerreih’n,

Und Jerg Schreckenwalds Genossen

Reiten nicht mehr aus und ein.

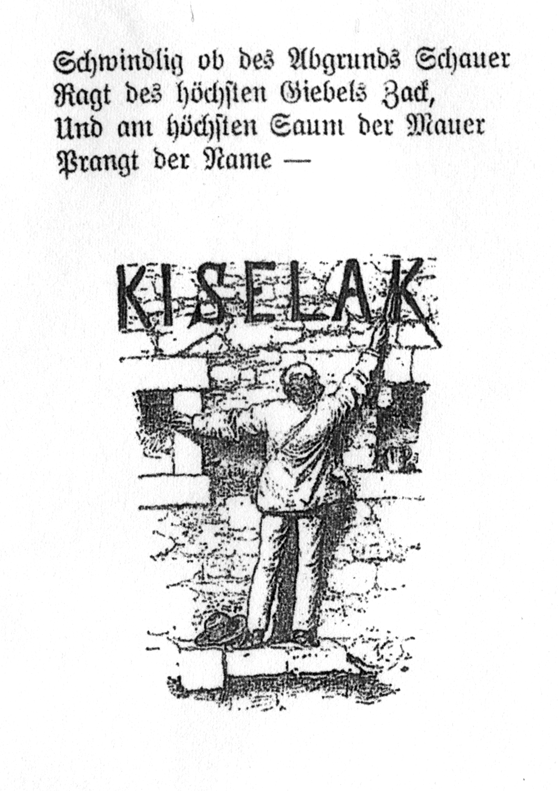
Kyselak schrieb seinen Namen natürlich selbst (Illustration von Werners).

Hoch im Innern schlüpft ein Pförtlein

Auf den freien Fels hinaus

Und ein schaurig schmales Örtlein

Überrascht mit starrem Graus.

Rosengarten ist’s geheißen,

Doch vieldeutig klingt das Wort,

Nur die dornig wilden weißen

Todesrosen blühen dort.

Mancher stand hinausgestoßen

Auf der Kuppe steilem Rand,

Bis ihn Sturm und Wettertosen

Und der Hunger übermannt;

Mancher, seine Qual zu kürzen,

Zog den Sprung zur Tiefe vor,

Wo zerschellt in jähem Stürzen

Bald sich sein Gebein verlor.

… Schwer empört schau’ ich das wilde

Denkmal wilder Menschenart …

Sieh – da winkt versöhnlich milde

Auch ein Gruß der Gegenwart:

Schwindlig ob des Abgrunds Schauer

Ragt des höchsten Giebels Zack,

Und am höchsten Saum der Mauer

Prangt der Name – KISELAK.
Joseph Victor von Scheffel: Der Aggstein (Fassung von 1917).

## Sonstiges
Am 30. November 1973 brachte die Österreichische Post zu diesem Motiv eine Dauermarke der Briefmarkenserie „Landschaften aus Österreich“ zu fünf Schilling heraus.
Die Ruine ist Kontrollstelle am Nord-Süd-Weitwanderweg.
Eine Rekonstruktion der Burganlage in ihrem idealisierten Ursprungszustand wurde in den 1960er Jahren von der Firma Tesa als Kartonmodell herausgegeben. Der Konstrukteur ist bislang nicht bekannt. Eine Reproduktion des seit Jahrzehnten vergriffenen originalen Bogens wird heutzutage von der Burgverwaltung erneut verkauft.